# Francis Maclennan
Francis Maclennan (* 7. Januar 1873 in Bay City, Michigan; † 17. Juli 1935 in Port Westminster, Long Island) war ein US-amerikanischer Opernsänger (Tenor) und Gesangspädagoge.

## Leben
MacLennan studierte in Bay City bei J. F. Mount, in New York bei Carl E. Dufft und Joseph Tamaro und in Europa bei George Henschel und Franz Emerich. Er debütierte in London an der Covent Garden Opera in der Titelrolle von Gounods Faust. In der englischen Produktion von Wagners Parsifal unter der Leitung von Henry W. Savage sang er gleichfalls die Titelrolle. 
Er heiratete 1904 die Sängerin Florence Easton (1882–1955). Mit dieser wurde er 1907 an die Königliche Oper in Berlin bis 1913 engagiert. In Berlin debütierte er 1907 als Turiddu in Pietro Mascagnis Cavalleria rusticana und sang 1910 den Renaud in Leoncavallos Oper Maia. Von 1913 bis 1915 waren beide ebenfalls zusammen an der Oper von Hamburg tätig. Beide gingen 1915 in die USA zurück und trennten sich dort. 
Von 1915 bis 1917 war er Ensemblemitglied der Chicago Opera. In der amerikanischen Erstaufführung von Madama Butterfly hatte er die Rolle des Pinkerton. Nach seinem Karriereende arbeitete er als Gesangspädagoge in New York.
Seine Stimme ist auf Phonographenwalzen erhalten geblieben.